# Hoofdklasse schaken 1955/56
In het Hoofdklasse-seizoen 1955/56 werd gestreden door zeven teams van schaakverenigingen in Nederland om het clubkampioenschap van Nederland. Discendo Discimus werd voor de vijfde keer in zijn geschiedenis landskampioen. Het was het laatste seizoen waarin de Haagse club het landskampioenschap wist te winnen.

## Competitieverloop
Schaakclub Max Euwe was voorafgaande het seizoen uit de Hoofdklasse geschrapt. S.C. Max Euwe was de initiator van de motie op de gedelegeerdenvergadering van de Amsterdamsche Schaakbond, die leidde tot de breuk met de KNSB. Als gevolg daarvan werd de club niet ingedeeld en werd de competitie uitgespeeld met slechts zeven teams in plaats van de gebruikelijke acht. De schakers van het eerste team van S.C. Max Euwe, onder wie Theo van Scheltinga, voelden zich niet in deze ontwikkeling gekend en besloten zich en bloc aan te melden bij de Amsterdamsche Schaakclub en VAS.
DD won vijf van de zes wedstrijden en werd met een verschil van 4½ bordpunten op nummer 2 ASC landskampioen. Het team van DD bestond dit seizoen uit Jan Hein Donner, Jan Muilwijk, M. Wijnans, F.J. Haarman, A. Breet, S Th. Hogers, J. Heufke Kantelaar, L.J.J.M. Fick, A.H. Roose en W.G. Belinfante.
De Nieuwe Rotterdamsche Schaakvereeniging keerde na enkele jaren afwezigheid op het hoogste niveau terug en wist zich ternauwernood te handhaven. Omdat een afgebroken partij tegen het eveneens gepromoveerde Schaakgezelschap Staunton in het voordeel van de Rotterdammers werd beslist, won NRSV die onderlinge ontmoeting. Omdat ook een afgebroken partij in de thuiswedstrijd tegen Philidor werd gewonnen, eindigde die confrontatie in 5-5. NRSV eindigde daarmee op drie matchpunten, een meer dan Staunton, die onderaan eindigde en moest afdalen naar de Eerste klasse.

## Uitslagen

### Ronde 1 - 16 oktober 1955[7][8]
| Team 1   | Res.    | Team 2 |
| -------- | ------- | ------ |
| VAS      | 8½ – 1½ | NRSV   |
| Philidor | 4 – 6   | DD     |
| Staunton | 3½ – 6½ | ASC    |

Utrecht vrij.

### Ronde 2 - 6 november 1955[8]
| Team 1 | Res.    | Team 2   |
| ------ | ------- | -------- |
| ASC    | 4½ – 5½ | Philidor |
| DD     | 6½ – 3½ | VAS      |
| NRSV   | 3 – 7   | Utrecht  |

Staunton vrij.

### Ronde 3 - 27 november 1955[9]
| Team 1   | Res.    | Team 2   |
| -------- | ------- | -------- |
| Utrecht  | 3 – 7   | DD       |
| VAS      | 4½ – 5½ | ASC      |
| Philidor | 4½ – 5½ | Staunton |

NRSV vrij.

### Ronde 4 - 22 januari 1956[10]
| Team 1   | Res.  | Team 2  |
| -------- | ----- | ------- |
| Staunton | 2–8   | VAS     |
| ASC      | 5½–4½ | Utrecht |
| DD       | 7½–2½ | NRSV    |

Philidor vrij.

### Ronde 5 - 12 februari 1956[11]
| Team 1  | Res.    | Team 2   |
| ------- | ------- | -------- |
| NRSV    | 4 – 6   | ASC      |
| Utrecht | 6 – 4   | Staunton |
| VAS     | 6½ – 3½ | Philidor |

DD vrij.

### Ronde 6 - 4 maart 1956
| Team 1   | Res.    | Team 2  |
| -------- | ------- | ------- |
| ASC      | 6 – 4   | DD      |
| Staunton | 4½ – 5½ | NRSV    |
| Philidor | 5½ – 4½ | Utrecht |

VAS vrij.

### Ronde 7 - 25 maart 1956
| Team 1  | Res.    | Team 2   |
| ------- | ------- | -------- |
| DD      | 7½ – 2½ | Staunton |
| NRSV    | 5 – 5   | Philidor |
| Utrecht | 5½ – 4½ | VAS      |

ASC vrij.

## Eindstand
| # | Team     | MP | BP  | 1  | 2  | 3  | 4  | 5  | 6  | 7  |
| - | -------- | -- | --- | -- | -- | -- | -- | -- | -- | -- |
| 1 | DD       | 10 | 38½ | -- | 4  | 6½ | 7  | 6  | 7½ | 7½ |
| 2 | ASC      | 10 | 34  | 6  | -- | 5½ | 5½ | 4½ | 6  | 6½ |
| 3 | VAS      | 6  | 35½ | 3½ | 4½ | -- | 4½ | 6½ | 8½ | 8  |
| 4 | Utrecht  | 6  | 30½ | 3  | 4½ | 5½ | -- | 4½ | 7  | 6  |
| 5 | Philidor | 5  | 28  | 4  | 5½ | 3½ | 5½ | -- | 5  | 4½ |
| 6 | NRSV     | 3  | 21½ | 2½ | 4  | 1½ | 3  | 5  | -- | 5½ |
| 7 | Staunton | 2  | 22  | 2½ | 3½ | 2  | 4  | 5½ | 4½ | -- |

#### Legenda
|  | Landskampioen |
|  | Degradant     |

Eerste klasse

1920/21 · 1921/22 · 1922/23 · 1923/24 · 1924/25 · 1925/26 · 1926/27 · 1927/28 · 1928/29 · 1929/30 · 1930/31 · 1931/32 · 1932/33 · 1933/34 · 1934/35 · 1935/36 · 1936/37 · 1937/38 · 1938/39 · 1939/40 · 1940/41 · 1941/42
Hoofdklasse

1942/43 · 1943/44 · 1944/45 · 1945/46 · 1946/47 · 1947/48 · 
1948/49 · 1949/50 · 1950/51 · 1951/52 · 1952/53 · 1953/54 · 1954/55 · 1955/56 · 1956/57 · 1957/58 · 1958/59 · 1959/60 · 1960/61 · 1961/62 · 1962/63 · 1963/64 · 1964/65 · 1965/66 · 1966/67 · 1967/68 · 1968/69 · 1969/70 · 1970/71 · 1971/72 · 1972/73 · 1973/74 · 1974/75 · 1975/76 · 1976/77 · 1977/78 · 1978/79 · 1979/80 · 1980/81 · 1981/82 · 1982/83 · 1983/84 · 1984/85 · 1985/86 · 1986/87 · 1987/88 · 1988/89 · 1990/91 · 1991/92 · 1992/93 · 1993/94 · 1994/95 · 1995/96
Meesterklasse

1996/97 · 1997/98 · 1998/99 · 1999/00 · 2000/01 · 2001/02 · 2002/03 · 2003/04 · 2004/05 · 2005/06 · 2006/07 · 2007/08 · 2008/09 · 2009/10 · 2010/11 · 2011/12 · 2012/13 · 2013/14 · 2014/15 · 2015/16 · 2016/17 · 2017/18· 2018/19 · 2019/20 · 2020/21 · 2021/22 · 2022/23 · 2023/24 · 2024/25